# Bad News Baby
Bad News Baby è un singolo della cantante finlandese Alma, pubblicato il 22 novembre 2019 come primo estratto dal primo album in studio Have U Seen Her?.

## Video musicale
Il video musicale è stato reso disponibile il 22 novembre 2019, in concomitanza con l'uscita del singolo.

## Tracce
Testi e musiche di Alma-Sofia Miettinen, Ajay Bhattacharya, Alexander Shuckburgh, Joe Janiak e Kennedi Lykken.
Download digitale
1. Bad News Baby – 3:20

Download digitale – Digital Farm Animals Remix
1. Bad News Baby (Digital Farm Animals Remix) – 3:42

## Formazione
- Alma – voce
- Al Shux – produzione
- Stint – produzione
- Chris Gehringer – mastering